# Nikołaj Podwojski
Nikołaj Iljicz Podwojski, ros. Никола́й Ильи́ч Подво́йский, ukr. Микола Ілліч Подвойський – Mykoła Illicz Podwojski (ur. 4 lutego?/16 lutego 1880 w Kunaszowce, (ujezd nieżyński guberni czernihowskiej), zm. 28 lipca 1948 w Moskwie) – rosyjski i ukraiński działacz socjaldemokratyczny i komunistyczny, bolszewik, członek bolszewickiej Organizacji Wojskowej w Piotrogrodzie, członek Komitetu Wojskowo-Rewolucyjnego przy Piotrogrodzkiej Radzie Delegatów Robotniczych i Żołnierskich (od 16 października?/29 października 1917), organizującego i kierującego zbrojnym przejęciem władzy przez bolszewików w Piotrogrodzie.

## Życiorys
Był synem ukraińskiego kapłana prawosławnego, nauczyciela wiejskiego. Uczył się w seminarium duchownym w Czernihowie, jednak za działalność w ruchu rewolucyjnym został usunięty ze szkoły. Kontynuował naukę w Diemidowskim Liceum Prawniczym w Jarosławiu.
Od 1901 był członkiem Socjaldemokratycznej Partii Robotników Rosji, po rozłamie w partii na frakcje: bolszewików i mienszewików (1903), opowiedział się po stronie tych pierwszych. Działał w organizacji studenckiej bolszewików oraz w komitecie partyjnym w Jarosławiu. W czasie rewolucji 1905 roku współorganizował strajk robotników tekstylnych i radę delegatów robotniczych w Iwanowo-Wozniesieńsku, a także formował uzbrojone drużyny robotnicze w Jarosławiu. Został poważnie ranny w czasie starcia robotników z policją. W 1906 emigrował do Niemiec, następnie wyjechał do Szwajcarii, jednak po roku zdecydował się na powrót do Rosji. Działał w organizacjach partyjnych Petersburga, Kostromy i Baku. Uczestniczył w podziemnym bolszewickim ruchu wydawniczym, w tym w wydawaniu gazet „Zwiezda” i „Prawda”, wielokrotnie był aresztowany i spędził trzy lata w więzieniach.
Wziął udział w rewolucji lutowej. Wszedł w skład Piotrogrodzkiej Rady Delegatów Robotniczych i Żołnierskich, redagował pisma „Sołdatskaja Prawda”, „Raboczij i Sołdat” oraz „Sołdat”. Brał udział w tworzeniu Czerwonej Gwardii. 10 marca 1917 został członkiem Komitetu Wojskowego bolszewików, zajmującego się agitacją wśród żołnierzy garnizonu piotrogrodzkiego. 21 kwietnia 1917 apelował do marynarzy z bazy w Kronsztadzie o skierowanie do Piotrogrodu oddziału marynarzy; przy ich pomocy bolszewicy mieli zamiar przeprowadzić powstanie zbrojne przeciwko Rządowi Tymczasowemu - ostatecznie zakończyło się ono niepowodzeniem. Następnie stanął na czele bolszewickiej Organizacji Wojskowej, powierzono mu kierowanie drugą próbą przejęcia władzy na drodze powstania zbrojnego (dni lipcowe). Pozostał na czele Organizacji Wojskowej po klęsce bolszewików w lipcu i brał udział w przygotowaniach do kolejnego zbrojnego wystąpienia, które zakończyło się zwycięstwem bolszewików. Pozostawał głównym doradcą Lenina w kwestiach wojskowych. Stłumił powstanie Kiereńskiego i Krasnowa na Piotrogród.
Od listopada 1917 do marca 1918 był ludowym komisarzem ds. wojskowych, od stycznia 1918 kierował Wszechrosyjskim Kolegium ds. Organizacji i Formowania Armii Czerwonej. Po ustąpieniu ze stanowiska wszedł do Najwyższej Rady Wojskowej, następnie przewodniczył Najwyższej Inspekcji Wojskowej. Od września 1918 do lipca 1919 był członkiem Rady Rewolucyjno-Wojskowej Republiki. W 1918 znajdował się na Froncie Południowym wojny domowej, walczył przeciwko wrogim rewolucji komunistycznej Kozakom dońskim, uczestniczył we wdrożeniu przeciwko nim kampanii czerwonego terroru. Od stycznia do września 1919 pełnił także funkcję komisarza ds. wojskowych i morskich Ukrainy. W latach 1919–1923 kierował Wsiewobuczem (organizacją odpowiedzialną za kształcenie wojskowe ludności), odpowiadał także za jednostki specjalnego przeznaczenia, wykorzystywane do przeprowadzania akcji karnych i pacyfikacji, połączonych z masowymi aresztowaniami i rozstrzeliwaniami. Był członkiem Rad Rewolucyjno-Wojskowych 7 i 10 Armii. Po zakończeniu wojny domowej w Rosji działał w związkach sportowych i w Najwyższej Radzie Kultury Fizycznej. W 1935 odszedł na emeryturę. Uniknął represji okresu wielkiego terroru, zmarł w sanatorium.
Żonaty z Niną Awgustową Didrikil (1882-1953), również działaczką bolszewicką, pracownicą Instytutu Lenina. Miał syna Lwa oraz córki Ołenę i Lidę.